# ناز جوشی
ناز جوشی (به انگلیسی: Naaz Joshi) (زاده ۱۹۸۴) مدل و ملکه زیبایی هندی است.
او یک زن ترنس است.